# Hibiscus elatus
Hibiscus elatus, majagua, es una especie de planta con flor de la familia Malvaceae. Es originario de las Antillas.

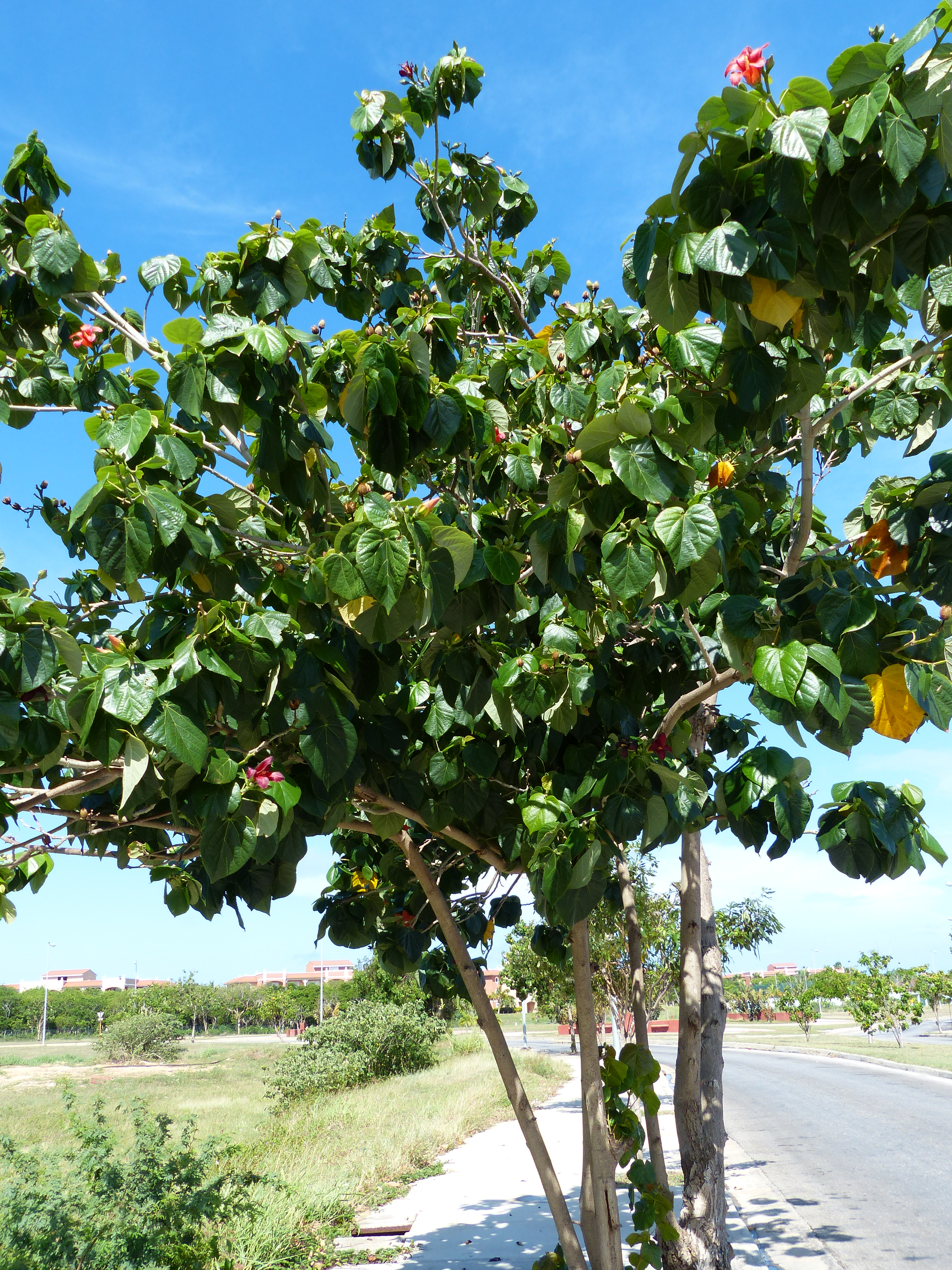
Vista de la planta

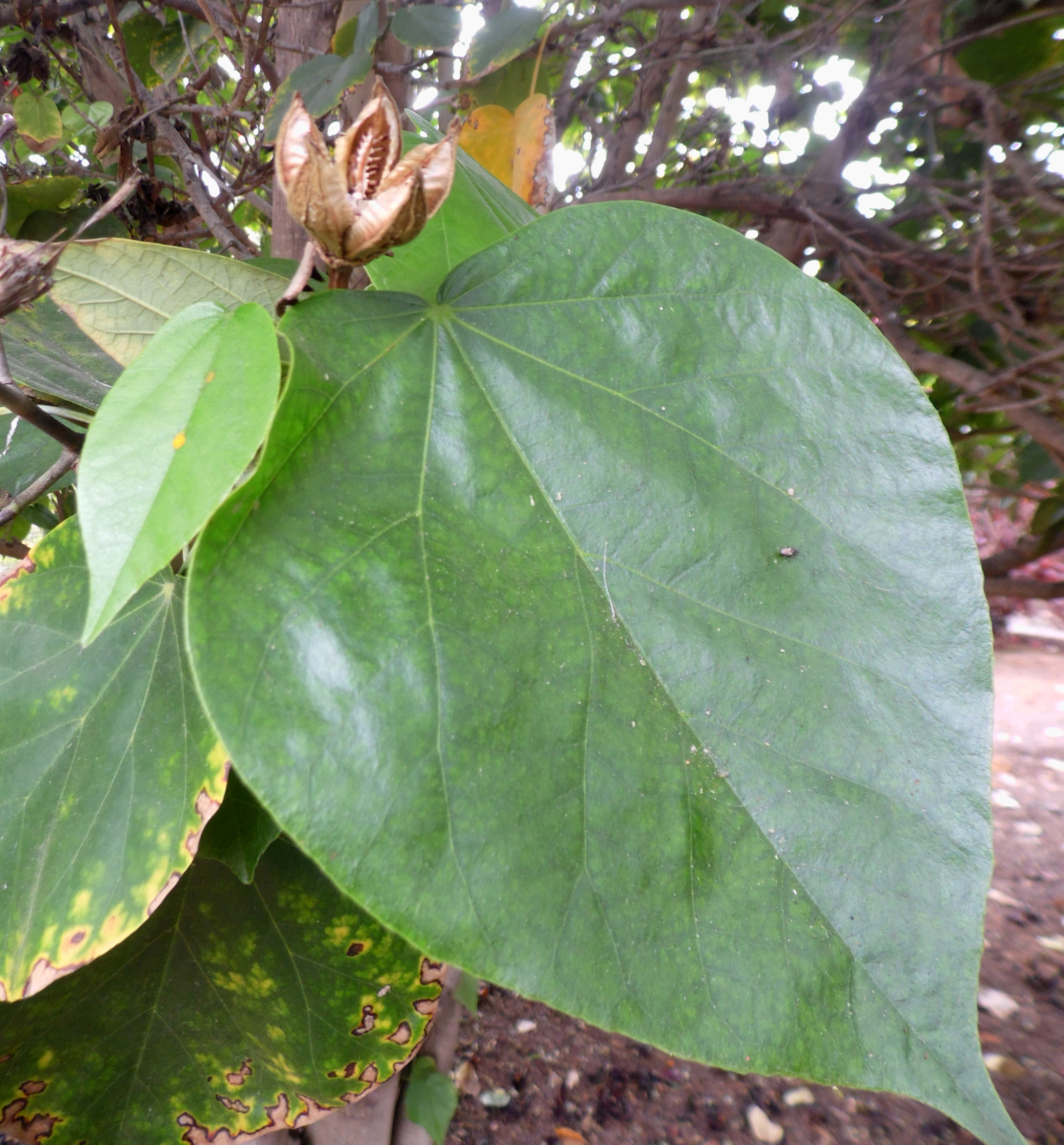
Hojas

## Características
Tronco recto, hojas anchas y verdosas, y flores grandes en forma de trompeta con cinco o más pétalos. La flor cambia de color al madurar, de brillante amarillo a anaranjado, rojo y finalmente carmesí.

## Distribución y hábitat
Es el árbol nacional de Jamaica y endémico de esa isla y de Cuba. Crece rápido, con frecuencia alcanza 25 m o más de altura (en regiones templadas y cultivada no supera los 7 m), y 1 m de diámetro; en lugares húmedos y con un rango amplio de elevaciones, de más de 1200 m s. n. m.; y es usado en reforestación.

## Usos
Madera bella y durable para mobiliario y decoración.
La corteza interna se usa en Cuba para las cajas de puros.

## Taxonomía
Hibiscus elatus fue descrita por Peter Olof Swartz y publicado en Flora Indiae Occidentalis 2: 1218. 1800.
Etimología
Ver: Hibiscus
elatus: epíteto latíno que significa "alta"
Sinonimia
- Hibiscus azanzae DC.
- Hibiscus tiliaceus var. elatus (Sw.) Hochr.
- Hibiscus tiliaceus subsp. elatus (Sw.) Borss. Waalk.
- Pariti grande Britton
- Paritium azanzae (DC.) G. Don
- Paritium elatum (Sw.) G. Don
- Paritium elatum var. macrocarpum Griseb.
- Talipariti elatum (Sw.) Fryxell[4]